# Боброво (Маховский сельсовет)
Бобро́во (бел. Баброва) — деревня в составе Маховского сельсовета Могилёвского района Могилёвской области Республики Беларусь.

## Географическое положение
Ближайшие населённые пункты: Латановка, Малая Дубровка.

## Население
- 1999 год — 34 человека
- 2010 год — 21 человек